# Tylko w niedzielę
Tylko w niedzielę – blok Naczelnej Redakcji Publicystyki Kulturalnej nadawany w Programie Pierwszym Telewizji Polskiej w drugiej połowie lat 70. XX wieku i na początku lat 80. XX wieku; emitowany od 20 czerwca 1976 do 6 grudnia 1981. Od 13 stycznia 1980 blok emitowano też w Programie Drugim; zdarzały się nawet wydania emitowane tylko w tej stacji, np. 31 maja 1981.
Program był nadawany w każdą drugą i czwartą niedzielę miesiąca oraz dodatkowo w niektóre dni świąteczne. Blok ten – obok „Studia 2″, „Studia Bis” i „Studia 8”, z którymi wyraźnie i w sposób zamierzony konkurował – był kolejnym pomysłem na urozmaicenie oferty programowej w tamtym okresie. Ideą programu było zaproponowanie w niedzielne południe, popołudnie i wieczór szerokiego spektrum atrakcyjnych w formie programów kulturalnych i wartościowych programów rozrywkowych, okraszonych rozrywkowymi serialami i filmami zachodnimi. Blok nie miał prowadzących, program był zapowiadany zza kadru przez lektora. Animatorem i pomysłodawcą bloku był Janusz Rolicki.
Wśród cyklicznych pozycji nadawanych w ramach „Tylko w niedzielę” były między innymi:
- Trybunał wyobraźni – program, w którym grono krytyków i profesorów oceniało dzieła artystyczne, spierając się o wartości i style w sztuce;
- Sam na sam – widowisko prowadzone przez Janusza Rolickiego, w którym zaproszony artysta poddawany był „przesłuchaniu”, a jego dzieła ocenie;
- Kabaret Jeszcze Starszych Panów – zrealizowane ponownie po ponad 10 latach na podstawie zachowanych scenariuszy programy kabaretu literackiego Jerzego Wasowskiego i Jeremiego Przybory, których zapis w wersji oryginalnej przepadł;
- Kabaret Olgi Lipińskiej – seria znana jako „Kurtyna w górę”, realizowana była specjalnie na zamówienie autorów bloku „Tylko w niedzielę”;
- Na kogo popadnie? i Parada blagierów – teleturnieje rozrywkowe, z czego ten drugi był autorstwa Andrzeja Strzeleckiego.

Zagranicznymi hitami bloku były m.in. angielski serial Rewolwer i melonik i amerykański serial kryminalny Columbo.
Przykładowy program bloku „Tylko w niedzielę” nadanego 26 grudnia 1979:
- 11.45 Omówienie programu
- 11.50 Dziadek – reportaż o Stanisławie Marusarzu
- 12.15 Pamiętnik zza kulis sceny – Barbara Ludwiżanka
- 12.55 Poczet żon królów i książąt polskich – Bona
- 13.15 Śląska gra Bonę – reportaż
- 13.35 Twarzą do orkiestry – film dok.
- 14.15 Szansa – program publicystyczno-turniejowy
- 15.00 Losowanie Małego Lotka
- 15.10 Kryptonim Cicero – film fab. prod. USA
- 17.00 Testament Marii Skłodowskiej-Curie – film dok.
- 17.50 Kabaret Jeszcze Starszych Panów – „Kaloryferia”
- 19.00 Wieczorynka
- 19.30 Dziennik Telewizyjny
- 20.35 Potop, cz.2 – film prod. pol.
- 22.45 Gość – świąteczny Kabaret Olgi Lipińskiej